# Frederike Wagner
Frederike Wagner (* 1980 in Wertingen) ist eine deutsche Harfenistin.

## Leben
Frederike Wagner studierte an der Hochschule für Musik Trossingen bei Renie Yamahata als Stipendiatin der Orchester-Akademie der Berliner Philharmoniker bei Marie-Pierre Langlamet und mit einem Stipendium der Baden-Württemberg Stiftung am Conservatorio Evaristo Felice Dell’Abaco in Verona. Meisterkurse bei Alice Giles, Susanna Mildonian, Judith Liber, Susann McDonald und Isabelle Moretti ergänzten ihre Ausbildung.
Sie unterrichtete als Dozentin an der Hochschule für Musik Trossingen und seit 2010 im Landesjugendorchester Baden-Württemberg. Seit 2004 ist Wagner Soloharfenistin im Staatsorchester Stuttgart. Von 2011 bis 2013 war sie in gleicher Position an der Königlich Dänischen Oper Kopenhagen tätig. Seit 2016 ist sie Mitglied des Orchesters der Bayreuther Festspiele.